# Butler (priimek)
Butler je priimek več oseb:
- Guy Butler, angleški atlet
- Henry Basil Bacon Butler, britanski general
- Judith Butler, ameriška filozofinja
- Nicholas Murray Butler, ameriški filozof in diplomat
- Smedley Darlington Butler, ameriški general
- Stephen Seymor Butler, britanski general
- St. John Desmod Arcedeckne-Butler, britanski general
- Theobald Patrick Probyn Butler, britanski general
- William Butler Yeats, irski pesnik, dramatik in politik